# Ta Prohm Kel

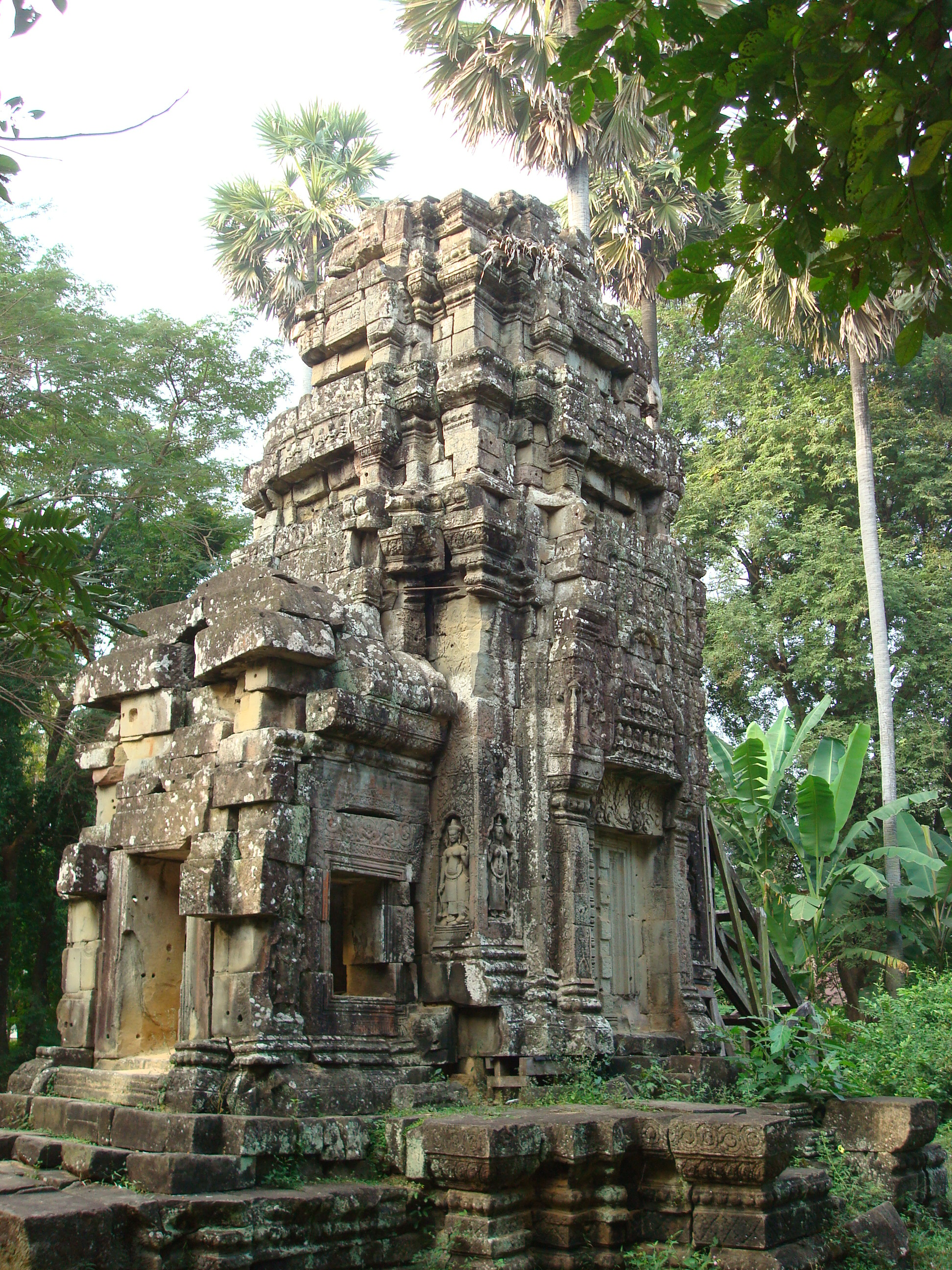
Prasat Ta Prohm Kel mit östlichem Portikus

Ta Prohm Kel ist eine Kapelle im Bayon-Stil in Angkor. Sie liegt unmittelbar westlich des Angkor Wat umfassenden Wassergrabens nördlich des Haupteingangs.
Ta Prohm Kel gehört zu den 102 Kapellen, die unter Jayavarman VII. zusammen mit Hospitälern errichtet wurden. Wie die anderen Bauten dieser Art besitzt es einen Prasat mit östlichem Portikus und drei Scheinportalen, eine kleine, südöstlich davon gelegene Bibliothek und eine Umfassungsmauer mit Gopuram. In Ta Prohm Kel sind nur der Prasat und das Gopuram als Ruinen erhalten geblieben sowie geringe Reste des Mauerrings. Die Holzbauten zur Unterbringung der Patienten und des Personals existieren nicht mehr. Die Turmecken des Prasat sind mit je zwei Devatas verziert. Nahe Ta Keo ist eine ähnliche Krankenhauskapelle erhalten geblieben. Nördlich des Prasat gab es einen durch die nördliche Umfassungsmauer führenden somasutra, das ist ein Kanal, mit dem Weihwasser aus dem Heiligtum nach außen geleitet wurde.
Der französische Architekt Henri Marchal, der im Auftrag der École française d’Extrême-Orient (EFEO) Angkor erforschte und die Bauwerke konservierte, befreite 1919 Ta Prohm Kel von der Vegetation und führte erste Konservierungsarbeiten durch.